# Historia del uniforme del Club Atlético Boca Juniors

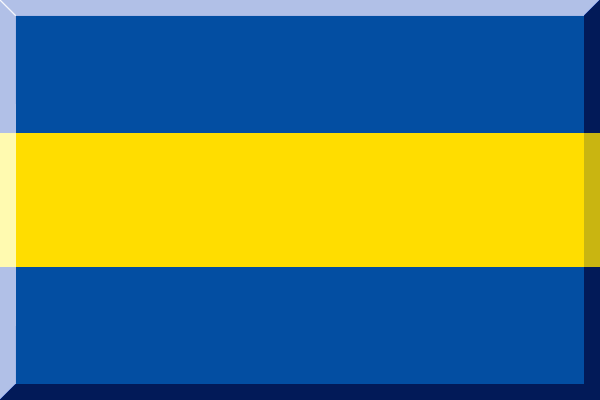
Diseño clásico utilizado en todos los uniformes titulares de Boca Juniors desde 1912.

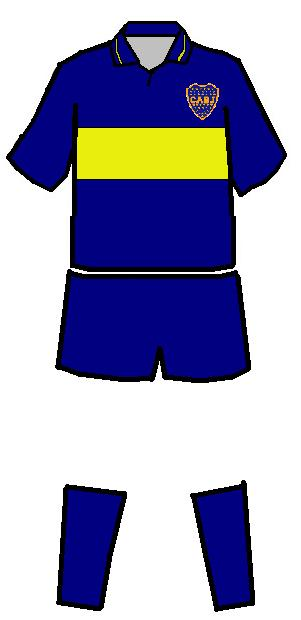
Uniforme titular con el diseño clásico.

Bandera de Suecia, de la cual se tomaron los colores para el uniforme titular del club.

El uniforme del Club Atlético Boca Juniors se compone de una camiseta y un pantalón de color azul, con una franja horizontal dorada en el medio de la camiseta. Los colores empleados se inspiraron, supuestamente, en los colores de la bandera de Suecia. A falta de un uniforme definitivo, en 1907, el presidente del club en ese entonces, Juan Brichetto, decidió que se utilizarían los colores de la bandera del primer barco que pasase por el puerto de La Boca, la cual resultó ser de Suecia, aunque la franja horizontal se comenzó a usar a partir de 1912.
Sin embargo, no todas las camisetas han sido iguales, ya que a lo largo de la historia ha variado el tono de azul o de amarillo usado, como también el recorrido de la franja (toda la camiseta o solo la parte delantera). De igual forma se le han agregado ciertos detalles a la camiseta, tanto blancos como amarillos.

## Uniforme titular
El uniforme titular comenzó siendo blanco con bastones negros, aunque este diseño solo se usó en unos pocos partidos. Entre 1905 y 1906, se optó por usar una camiseta completamente celeste, sin embargo, Nottingham de Almagro utilizaba un diseño similar, por lo que se disputó un partido poniendo en juego la camiseta que evidentemente, Boca Juniors perdió. En busca de un nuevo uniforme, el club utilizó una camiseta blanca con finas líneas verticales azules, destacada por el estilo inglés de la época.
Existe una controversia sobre si la primera camiseta titular de Boca Juniors era de color rosa.
En 1907 se usaron por primera vez los colores azul y amarillo (azul y oro), pero con una línea amarilla en diagonal, inversamente del diseño de River Plate. En 1912, se incluyó por primera vez la franja horizontal amarilla, la cual perduró en el tiempo, ya que permaneció hasta la actualidad. En 1981, con la llegada de la marca alemana Adidas como proveedor, se agregaron por encima de la franja cuatro estrellas amarillas, en cada una de ellas habiendo letras que conformaban la sigla del club, "CABJ", aunque estas se quitaron al estrenarse un nuevo modelo en 1985. En 1983 llega el primer patrocinador: Vinos Maravilla. En 1996, se agregaron finas líneas por arriba y abajo de la franja amarilla, algo rechazado por una de sus máximas estrellas, Diego Maradona, quien comparó la camiseta con la del equipo de Universidad de Míchigan. En 1998, la franja se vuelve 33 cm más ancha, quitándose las líneas blancas. En el año 2000, la franja vuelve a sus medidas originales, y el azul se vuelve más claro. Ya en el nuevo milenio, se agregan a los costados y hasta las mangas, una franja vertical azul oscuro. Desde 2011 y hasta 2012, la franja amarilla recorría toda la camiseta, pero se cortaba a los costados, además, la mitad inferior de las mangas era amarilla. A partir de julio de 2016, se usó una franja más fina y en una ubicación más alta de lo común, sobre un azul oscuro. En 2023 se utilizaron tonalidades de azul tanto claras como oscuras emulando las chapas de Caminito.

### Evolución del uniforme titular
| 1905 | 1905 | 1906-1907 | 1908-1910 | 1911-1912 | 1913-1916 | 1917-1918 | 1919-1920 | 1921 | 1922-1923 | 1924-1932 |

|  | 1933-1945 | 1946-1953 | 1954 | 1955-1962 | 1963-1967 | 1968-1971 | 1972-1974 | 1975 | 1976-1980 | 1980-1981 | 1981-1982 |

| 1983 | 1984-1985 | 1985-1986 | 1986-1987 | 1987-1988 | 1989-1990 | 1990-1991 | 1991 | 1992 | 1992 | 1993 |

| 1993 | 1993-1995 | 1995-1996 | 1996 | 1996-1997 | 1998-1999 | 2000 | 2001-2002 | 2003-2004 | 2004-2006 | 2006-2007 |

| 2007-2008 | 2008-2009 | 2009-2010 | 2010-2011 | 2011-2012 | 2012-2013 | 2013-2014 | 2014-2015 | 2016 | 2016-2017 | 2017-2018 |

| 2018-2019 | 2019 | 2020-2021 | 2021-2022 | 2022-2023 | 2023-2024 | 2024-2025 | 2025-2026 |

## Uniforme suplente
El primer uniforme suplente se utilizó en 1916, siendo una camiseta de color amarillo, con una franja horizontal azul. En 1985 se eliminó la franja, quedando un uniforme completamente amarillo. Desde 1988 y hasta 1997, las camisetas han sido blancas, con detalles azules y/o amarillos. En 1998, la casaca alternativa fue azul, pero con la franja ancha fue blanca, la cual también predominaba, además de la utilización de shorts azul y medias amarillas, que creaban la diferenciación del uniforme titular. Desde 2000 hasta 2004, se usaron camisetas amarillas, con una franja azul, algunas con detalles blancos. Entre 2004 y 2006, la camiseta se tornó blanca, con una franja amarilla. Las camisetas de 2006 a 2007, y de 2007 a 2008 fueron muy peculiares y posiblemente irrepetibles, debido a sus diseños únicos; la primera de las dos fue blanca con finas líneas azules, mientras que la segunda poseía una franja crema, diferente al color crema del resto del uniforme, además, en la franja estaban escritos los títulos ganados hasta el momento. De 2008 a 2009 se volvió a utilizar el diseño amarillo con franja azul, y desde 2009 hasta 2010, el diseño blanco con franja amarilla. A mitad de 2010, se empleó por primera vez un uniforme gris, el cual poseía una franja azul y se usó hasta mediados de 2011. En la segunda mitad de 2011, apareció una camiseta amarilla con franja azul, pero a las mangas se le agrega que la mitad inferior es de color azul. Entre 2012 y 2013, la camiseta que se empleó era blanca con una cruz azul, muy similar a la bandera de Suecia. Un uniforme muy polémico sale a la luz en 2013: la camiseta es completamente rosa, con pequeños detalles azules, algo que causó una gran controversia por parte de los hinchas. Desde 2014 hasta 2015, se usó una camiseta similar a la de 1996-1997, solo que esta era con una franja azul con bordes amarillos, al revés de la del siglo anterior. Durante el primer semestre de 2016, la camiseta se torna amarilla con líneas azules horizontales, similar a la utilizada en la Copa Mercosur. Desde julio del mismo año, la camiseta volvió a ser blanca, con una franja a dos colores: amarilla la mitad de arriba y azul la de abajo.
Una curiosidad, es que sin importar el color del uniforme alternativo, siempre ha habido algún detalle de color azul.

### Evolución del uniforme suplente
| 1948 | 1950-1951 | 1958 | 1958-1961 | 1963 | 1970 | 1977 | 1977 | 1977 | 1980 | 1984 |

| 1986-1988 | 1988-1992 | 1992-1993 | 1993 | 1993-1996 | 1996-1997 | 1998-1999 | 2000 | 2001-2002 | 2003-2004 | 2004-2006 |

| 2006-2007 | 2007-2008 | 2008-2009 | 2009-2010 | 2010-2011 | 2011-2012 | 2012-2013 | 2013-2014 | 2014-2015 | 2016 | 2016-2017 |

| 2017-2018 | 2018-2019 | 2019 | 2020-2021 | 2021-2022 | 2022-2023 | 2023-2024 | 2024-2025 | 2025-2026 |

## Uniformes especiales
Entre 1998 y 1999 se usaron uniformes especiales para la Copa Mercosur. La camiseta titular era azul con finas líneas horizontales amarillas con borde blanco. La suplente tenía el mismo diseño, pero con amarillo, azul y blanco, respectivamente. Y también estuvo presente la tercera camiseta, con mismo diseño, a blanco, amarillo y azul, respectivamente. En 2000, se empleó un tercer uniforme, de color gris, con una franja horizontal azul. En 2001 se lanzó una nueva tercer camiseta, también gris, pero con la franja amarilla, y con detalles azules a los costados y en las mangas. Durante algunos partidos de 2005, se utilizaron unas camisetas titular y suplente en las cuales se adopta, con motivo del centenario del club, dentro de la franja amarilla, el símbolo adoptado como referente de este primer siglo de vida: una "X" azul y amarilla. Además, se usó una tercera camiseta (solo en los amistosos de verano) azul con la franja diagonal amarilla, similar al diseño utilizado por River Plate, con la misma "X", pero en la esquina inferior izquierda. En 2010, apareció una camiseta azul con una cruz amarilla, un diseño similar a la bandera sueca. A partir de 2012, las terceras camisetas han sido una constante. En el mismo año se usó una camiseta a bastones blancos y negros. En 2013, una camiseta muy polémica: a dos tonos de violeta, con finas líneas verticales. En 2014, la tercera camiseta fue verde flúor con una franja horizontal azul. En 2015, se quiso evitar cualquier polémica, y se utilizó una camiseta completamente amarilla con detalles azules. En abril de 2016 se lanzó una camiseta negra con una franja horizontal dorada. A fines de 2016 se oficializó una tercera camiseta con el diseño que implementó Nike para sus equipos, en este caso una camiseta con líneas horizontales a dos tonos de azul con un degradé.

### Evolución de los uniformes especiales
| 1939 | 1939 | 1952 | 1963 | 1978 | 1986-1987 | 1997-1999 | 1997-1998 | 1999 | 2000 | 2001-2002 |

| 2005 | 2005 | 2005 | 2005 | 2010 | 2012 | 2013 | 2014 | 2015 | 2016 | 2017 |

| 2018 | 2019 | 2020-2021 | 2020-2021 | 2021-2022 | 2022-2023 | 2023-2024 | 2024-2025 | 2025-2026 |

## Galería de imágenes
|  |  |  |  |

|  |  |  |  |  |

|  |  |  |  |  |

|  |  |  |

## Proveedores y patrocinadores
| Período     | Proveedor | Patrocinador 1      | Patrocinador 2 | Patrocinador 3      | Patrocinador 4 |
| ----------- | --------- | ------------------- | -------------- | ------------------- | -------------- |
| 1979 - 1983 | Adidas    | Ninguno             | Ninguno        | Ninguno             | Ninguno        |
| 1983 - 1984 | Adidas    | Vinos Maravilla     | Ninguno        | Ninguno             | Ninguno        |
| 1984        | Adidas    | Dekalb              | Ninguno        | Ninguno             | Ninguno        |
| 1985 - 1989 | Adidas    | Fate                | Ninguno        | Ninguno             | Ninguno        |
| 1989 - 1992 | Adidas    | Fiat                | Sevel          | Ninguno             | Ninguno        |
| 1992 - 1993 | Adidas    | Parmalat            | Ninguno        | Ninguno             | Ninguno        |
| 1993 - 1995 | Olan      | Parmalat            | Ninguno        | Ninguno             | Ninguno        |
| 1996        | Olan      | Quilmes             | Ninguno        | Ninguno             | Ninguno        |
| 1996        | Topper    | Quilmes             | Ninguno        | Ninguno             | Ninguno        |
| 1996 - 2001 | Nike      | Quilmes             | Ninguno        | Ninguno             | Ninguno        |
| 2002 - 2003 | Nike      | Pepsi               | Ninguno        | Ninguno             | Ninguno        |
| 2004        | Nike      | Pepsi               | Goodyear       | Ninguno             | Ninguno        |
| 2005        | Nike      | Ninguno             | Goodyear       | Ninguno             | Ninguno        |
| 2005        | Nike      | Red Megatone        | Goodyear       | Ninguno             | Ninguno        |
| 2006        | Nike      | Megatone            | Goodyear       | Ninguno             | Ninguno        |
| 2007        | Nike      | Megatone            | Ninguno        | Ninguno             | Ninguno        |
| 2007 - 2009 | Nike      | Megatone            | Unicef         | Ninguno             | Ninguno        |
| 2009 - 2011 | Nike      | LG                  | Total          | Ninguno             | Ninguno        |
| 2012        | Nike      | BBVA Francés        | Total          | Ninguno             | Ninguno        |
| 2012 - 2013 | Nike      | BBVA                | Total          | Ninguno             | Ninguno        |
| 2013 - 2014 | Nike      | BBVA Francés        | Total          | Ninguno             | Ninguno        |
| 2014 - 2015 | Nike      | BBVA / BBVA Francés | Citroën        | Ninguno             | Ninguno        |
| 2015 - 2016 | Nike      | BBVA / BBVA Francés | Citroën        | Exo                 | Ninguno        |
| 2016 - 2018 | Nike      | BBVA / BBVA Francés | Huawei         | Río Uruguay Seguros | Ninguno        |
| 2018        | Nike      | BBVA / BBVA Francés | Huawei         | Río Uruguay Seguros | Axe            |
| 2018 - 2019 | Nike      | Qatar Airways       | Axion Energy   | Río Uruguay Seguros | Axe            |
| 2020        | Adidas    | Qatar Airways       | Axion Energy   | Río Uruguay Seguros | Ninguno        |
| 2020        | Adidas    | Qatar Airways       | Axion Energy   | Ninguno             | Ninguno        |
| 2020 - 2021 | Adidas    | Qatar Airways       | Axion Energy   | Garbarino           | Ninguno        |
| 2021        | Adidas    | Qatar Airways       | Ninguno        | Garbarino           | Ninguno        |
| 2021 - 2022 | Adidas    | Qatar Airways       | Ninguno        | Ninguno             | Ninguno        |
| 2022 - 2023 | Adidas    | Ninguno             | Ninguno        | Ninguno             | Ninguno        |
| 2023        | Adidas    | Ninguno             | Ninguno        | DirecTV             | Ninguno        |
| 2023 - 2024 | Adidas    | Betsson             | Ninguno        | DirecTV             | Ninguno        |
| 2024        | Adidas    | Betsson             | Ninguno        | DirecTV             | Pax Assistance |
| 2025        | Adidas    | Betsson             | Cetrogar       | DirecTV             | Pax Assistance |